# Sainte-Livrade-sur-Lot
Sainte-Livrade-sur-Lot é uma comuna francesa na região administrativa da Nova Aquitânia, no departamento Lot-et-Garonne. Estende-se por uma área de 30,93 km². Em 2010 a comuna tinha 6 633 habitantes (densidade: 214,5 hab./km²).